# Thespakusatsu Gunma
El Thespa Kusatsu és un club de futbol japonès de la ciutat de Kusatsu.

## Història
El club va ser fundat el 1995 amb el nom de Liaison Kusatsu Football Club. Era format principalment per estudiants de la Higashi Nihon Soccer Academy. Quan l'escola tancà el 1999 per dificultats econòmiques els jugadors decidiren mantenir el club viu. El 2002, el club es convertí en KK Kusatsu Onsen Football Club i el nou equip s'anomenà Thespa Kusatsu.